# Artiora fuscaria
Artiora fuscaria är en fjärilsart som beskrevs av Wagner 1903. Artiora fuscaria ingår i släktet Artiora och familjen mätare. Inga underarter finns listade i Catalogue of Life.